# Grenzlandtheater Aachen
Das Grenzlandtheater Aachen, anfangs Zimmertheater Aachen genannt, wurde 1950 von dem Schauspieler Kurt Sieder als Privattheater in Aachen gegründet und mit G.B. Shaws Stück „Der Mann des Schicksals“ eröffnet. Zusammen mit dem damaligen Landkreis Aachen und Gesellschaftern wurde es 1951 in eine Gesellschaft mit beschränkter Haftung umgewandelt, bevor 1956 der Landkreis das Theater vollständig übernahm. Einige Jahre später kam als weiterer Finanzträger noch das Land Nordrhein-Westfalen hinzu. Im Jahr 1962 erfolgte die Umbenennung des Zimmertheaters in Grenzlandtheater Aachen und es zählte zu den ersten Theatern, deren Träger ein Landkreis war. Heute wird es von der Städteregion Aachen – als Rechtsnachfolger des Kreises Aachen, der wiederum auf den 1972 aufgelösten Landkreis folgte – getragen. Das Grenzlandtheater Aachen hat keinerlei Verbindung mit den Grenzlandtheatern der NS-Zeit.

## Aufbau und Struktur
Bis auf wenige fest angestellte Mitarbeiter besitzt das Theater kein festes Ensemble. Die Besetzung einzelner Rollen und ebenso die Arbeit der Regisseure werden von freien Schauspielern und Mitarbeitern übernommen, die zum Teil über Jahre hinaus dem Theater verbunden sind. Im Anfangsjahr musste noch als Aufführungsort der Vortragssaal des deutsch-englischen Kulturinstituts dienen, bevor das Theater ab 1952 in seine derzeitigen Räume in der Aachener Elisengalerie (damals: Nuellens-Passage) einziehen konnte. Vor dem Umbau dieser Räume verfügte das Haus über eine kleine intime Bühne ohne Vorhang und Hinterraum und hatte Platz für fast 200 Zuschauer. Nach eingehender Renovierung mit entsprechenden zeitgemäßen Umbaumaßnahmen 1995 und 1996 konnte die Bühnentiefe erheblich verbessert werden. Es wurde Platz für kleine Musikgruppen geschaffen sowie eine moderne computergesteuerte Schalttechnik und eine Klimaanlage eingebaut. Trotz dieser Modernisierungen war es aber möglich die Nähe und die Vertrautheit zum Publikum beibehalten zu können.
Das Theater hat sich mit seinen ca. acht Einspielungen pro Spielzeit auf das Repertoire der modernen aktuellen Dramatik spezialisiert. Hier reicht das Programm von den Klassikern dieser Zeit wie Romeo und Julia, Don Karlos, Nathan der Weise, Hamlet oder Faust über den modernen Klassiker Alle meine Söhne hin zu den Dramen Ghetto, Enigma, Hexenjagd. Auch Unterhaltungstücke und Musicals wie Cabaret, My fair Lady oder La Cage aux Folles kommen zur Aufführung.
Im Jahr 1991 wurde zusätzlich noch ein Förderverein mit aktuell ca. 600 Mitgliedern ins Leben gerufen, welcher es sich zur Aufgabe gemacht hat, das Theater ideell und materiell zu unterstützen, Sponsoren zu mobilisieren, und auch den jährlichen Karl-Heinz-Walther-Preis als herausragende Nachwuchsauszeichnung zu vergeben. Der Förderverein ist ebenfalls Herausgeber der jährlichen Informationsbroschüre Kulissengeflüster, die zu Beginn einer jeden Spielzeit erscheint und über das aktuelle Programm und Personal des Theaters Auskunft gibt.
Eine Besonderheit des Grenzlandtheaters besteht darin, dass jede Produktion nicht nur im eigenen Haus gezeigt wird, sondern immer auch in einer Reihe verschiedener Spielstätten der näheren und weiteren Umgebung.

### GRETA
Dem Grenzlandtheater angegliedert ist seit 2006 das Junge Grenzlandtheater „GRETA“, welches sich speziell auf Kinder- und Jugendprogramme festgelegt hat und beispielsweise mit Stücken wie „Tagebuch der Anne Frank“ oder Sofies Welt als mobile Theatergruppe in die Schulen und Jugendzentren geht. Aber auch Workshops, Schülervorstellungen, Führungen durch das Theater, Begleitungen bei Probearbeiten gehören zum Alltag von GRETA. Ziel ist es gemäß ihrem Motto Theater ist geil, Jugendliche für das Theater zu begeistern und sie zum Theaterspielen anzuregen. GRETA ist darüber hinaus unter anderem Kooperationspartner des St. Ursula Gymnasiums Aachen.

## Intendanz und Schauspieler
Nachdem Kurt Sieder, der vorher bereits als erster Nachkriegsintendant das Stadttheater Aachen geleitet hatte, das Grenzlandtheater von 1950 bis zu seinem Tode führte, übernahm Karl-Heinz Walther, Schauspieler am Hamburger Thalia Theater und Gründer des Heidelberger Zimmertheaters die Intendanz. Nach fast 30 Jahren der Leitung legte er diese schließlich ab der Spielzeit 1994/1995 in die Hände seines langjährigen Dramaturgen und Regisseurs Manfred Rolf Langner, der zu Beginn der Spielzeit 2009/10 durch den gelernten Sozialpädagogen, Schauspieler und Referenten des ehemaligen Oberbürgermeisters Jürgen Linden Uwe Brandt abgelöst wurde. 
Sein Nachfolger ist seit dem 1. April 2022 der Regisseur Ingmar Otto.
Neben den Gastverpflichtungen verschiedener Regisseure haben viele bekannte Schauspieler einige Zeit an diesem Theater verbracht oder es als Sprungbrett für ihre weitere Karriere beim Film oder Theater genutzt. Hierzu zählen u. a.: Alexandra Wilcke, Klaus Nierhoff, Martina Servatius, Peter Nottmeier, Guido Hammesfahr, Sybille Waury, Anke Schwiekowski, Neda Rahmanian, Viola Wedekind, Bianca Hein, Beatrice Kaps-Zurmahr, Susanne Evers, Tilmar Kuhn, Axel Weidemann, Tom Witkowski, Bodo Wolf (Synchronsprecher), Daniela Bette-Koch, Raphael Grosch.
Mit diesem künstlerischen Potenzial und damit verbunden positiven Einspielergebnissen und einer guten Platzausnutzung arbeitet das Grenzlandtheater äußerst erfolgreich und liegt mit diesen Zahlen führend in Nordrhein-Westfalen und an zweiter Stelle in Deutschland. Ebenso sorgt es durch Co-Produktionen mit anderen Theatern sowie organisierten Tourneen und eigenen Gastspielen u. a. in Nürnberg, Essen, Frankfurt am Main, über die Region hinaus für einen großen Bekanntheitsgrad.